# 무거교통
무거교통(無去交通)은 울산광역시에 위치한 마을버스 운송 업체이다.

## 운행 노선
- 21번 (강변그린빌 ↔ 문수실버복지관)
- 22번 (동문굿모닝힐 → 옥현주공3단지 → 동문굿모닝힐 (순환))

## 보유 차량
```
레스타

카운티
```